# Nacionalna Televizija Happy
Happy TV srpska je televizija s nacionalnom frekvencijom, pokrenuta 27. rujna 2010. U vlasništvu je Invej kompanije.
Nastala je spajanjem televizije Košava i dječje televizije Happy koje su 2006. dobile nacionalnu frekvenciju koju su dijelile sve do 2010. godine kada je Košava kupila Happy i počela s emitiranjem pod imenom Happy.
Program Happy televizije prvenstveno je okrenut prema serijskom i filmskom programu, ali na programu nalazi se i nekoliko informativnih i zabavnih emisijama domaće produkcije. U samom početku emitiranja, Happy televizija emitirala je mnoštvo domaćih i stranih televizijskih serija, koje su ostvarile veliki uspjeh.

## Program
- Parovi
- Ćirilica
- Goli život
- Posle ručka
- Glamur
- Dobro jutro Srbijo
- Telemaster
- Srbija na dlanu
- Rano jutro
- Upoznajte parove
- Provodadžija

## Vanjske poveznice
- Službena web stranica
- Službena Facebook stranica